# Người Hồng Kông
Người Hồng Kông (tiếng Trung: 香港人),  và công dân Hồng Kông, thường nói đến những người thường trú tại Hồng Kông, theo nghĩa rộng. Rất thường xuyên, những thuật ngữ đó được giới hạn để mô tả cư dân thường trú tại Hồng Kông có liên quan đến văn hóa với Hồng Kông, đặc biệt là thông qua dòng dõi, sinh ra hoặc phát triển ở Hồng Kông, hoặc có liên kết sâu sắc với Hồng Kông, bất kể sắc tộc hay quốc tịch. Về mặt pháp lý, họ thường được coi là những người thường trú (tiếng Trung: 香港永久性居民) tại Hồng Kông và, tùy thuộc vào quốc tịch của họ, đủ điều kiện nhận hộ chiếu SAR Hồng Kông. Vào tháng 3 năm 2014, từ "Hongkonger" đã chính thức được đưa vào Từ điển tiếng Anh Oxford.
Phần lớn người Hồng Kông là người gốc Hán và hầu hết trong số họ có nguồn gốc tổ tiên của họ đến từ tỉnh Quảng Đông); tuy nhiên, có những người Hồng Kông gốc Phi không phải là người Hán như Ấn Độ, Philippines, Nepal, Indonesia, Pakistan, Việt Nam và Anh.
Trong những năm trước khi chuyển giao chủ quyền năm 1997 từ Vương quốc Anh sang Cộng hòa Nhân dân Trung Hoa, nhiều người Hồng Kông đã di cư và định cư ở các nơi khác trên thế giới. Kết quả là, cộng đồng người di cư Hồng Kông trải dài trên toàn cầu. Quần thể di cư lớn nhất của người Hồng Kông được tìm thấy ở các quốc gia nói tiếng Anh, nhưng có nhiều người Hồng Kông ở Cộng hòa Nhân dân Trung Hoa. Một số người đã di cư lại đã lựa chọn trở về Hồng Kông.